# Берлсон, Томми
Томми Лорен Берлсон (англ. Tommy Loren Burleson; родился 24 февраля 1952, Кросснор, Северная Каролина) — американский профессиональный баскетболист.

## Карьера игрока
Играл на позиции центрового. Учился в Университете штата Северной Каролины. 
В возрасте 20 лет участвовал в летних Олимпийских играх в Мюнхене. В финальном матче против сборной СССР не играл. 
В 1974 году был выбран на драфте НБА под 3-м номером командой «Сиэтл Суперсоникс». Позже выступал за команды «Канзас-Сити Кингз» и «Атланта Хокс». Всего в НБА провёл 7 сезонов. 
В 1974 году Берлсон стал чемпионом Национальной ассоциации студенческого спорта (NCAA). Включался в 1-ю сборную новичков НБА (1975). Один раз включался во 2-ю всеамериканскую сборную NCAA (1973). 
Всего за карьеру в НБА сыграл 446 игр, в которых набрал 4190 очков (в среднем 9,4 за игру), сделал 2794 подбора, 601 передача, 312 перехватов и 591 блок-шот.

## Статистика

### Статистика в НБА
| Сезон                                                                                    | Команда     | Регулярный сезон | Регулярный сезон | Регулярный сезон | Регулярный сезон | Регулярный сезон | Регулярный сезон | Регулярный сезон | Регулярный сезон | Регулярный сезон | Регулярный сезон | Регулярный сезон | Серия плей-офф | Серия плей-офф | Серия плей-офф | Серия плей-офф | Серия плей-офф | Серия плей-офф | Серия плей-офф | Серия плей-офф | Серия плей-офф | Серия плей-офф | Серия плей-офф |
| Сезон                                                                                    | Команда     | GP               | GS               | MPG              | FG%              | 3P%              | FT%              | RPG              | APG              | SPG              | BPG              | PPG              | GP             | GS             | MPG            | FG%            | 3P%            | FT%            | RPG            | APG            | SPG            | BPG            | PPG            |
| ---------------------------------------------------------------------------------------- | ----------- | ---------------- | ---------------- | ---------------- | ---------------- | ---------------- | ---------------- | ---------------- | ---------------- | ---------------- | ---------------- | ---------------- | -------------- | -------------- | -------------- | -------------- | -------------- | -------------- | -------------- | -------------- | -------------- | -------------- | -------------- |
| 1974/75                                                                                  | Сиэтл       | 82               |                  | 23,0             | 41,7             |                  | 68,7             | 7,0              | 1,4              | 0,8              | 1,9              | 10,1             | 9              |                | 40,4           | 51,3           |                | 75,0           | 10,7           | 1,4            | 0,8            | 2,0            | 20,7           |
| 1975/76                                                                                  | Сиэтл       | 82               |                  | 32,3             | 48,1             |                  | 75,0             | 9,0              | 2,2              | 0,9              | 1,8              | 15,6             | 6              |                | 34,7           | 60,0           |                | 76,1           | 9,5            | 1,7            | 1,0            | 1,3            | 20,8           |
| 1976/77                                                                                  | Сиэтл       | 82               |                  | 22,0             | 44,2             |                  | 73,1             | 6,7              | 1,1              | 0,9              | 1,4              | 9,7              | Не участвовал  | Не участвовал  | Не участвовал  | Не участвовал  | Не участвовал  | Не участвовал  | Не участвовал  | Не участвовал  | Не участвовал  | Не участвовал  | Не участвовал  |
| 1977/78                                                                                  | Канзас-Сити | 76               |                  | 20,1             | 43,4             |                  | 79,4             | 6,3              | 1,7              | 0,8              | 1,1              | 8,6              | Не участвовал  | Не участвовал  | Не участвовал  | Не участвовал  | Не участвовал  | Не участвовал  | Не участвовал  | Не участвовал  | Не участвовал  | Не участвовал  | Не участвовал  |
| 1978/79                                                                                  | Канзас-Сити | 56               |                  | 16,6             | 45,9             |                  | 71,6             | 5,0              | 0,9              | 0,5              | 1,0              | 7,8              | Не участвовал  | Не участвовал  | Не участвовал  | Не участвовал  | Не участвовал  | Не участвовал  | Не участвовал  | Не участвовал  | Не участвовал  | Не участвовал  | Не участвовал  |
| 1979/80                                                                                  | Канзас-Сити | 37               |                  | 7,4              | 34,6             | 0,0              | 57,5             | 1,9              | 0,5              | 0,2              | 0,4              | 2,6              | Не участвовал  | Не участвовал  | Не участвовал  | Не участвовал  | Не участвовал  | Не участвовал  | Не участвовал  | Не участвовал  | Не участвовал  | Не участвовал  | Не участвовал  |
| 1980/81                                                                                  | Атланта     | 31               |                  | 11,7             | 41,4             | -                | 48,8             | 3,0              | 0,4              | 0,3              | 0,6              | 3,3              | Не участвовал  | Не участвовал  | Не участвовал  | Не участвовал  | Не участвовал  | Не участвовал  | Не участвовал  | Не участвовал  | Не участвовал  | Не участвовал  | Не участвовал  |
|                                                                                          | Всего       | 446              |                  | 21,1             | 44,5             | 0,0              | 72,6             | 6,3              | 1,3              | 0,7              | 1,3              | 9,4              | 15             |                | 38,1           | 54,2           |                | 75,6           | 10,2           | 1,5            | 0,9            | 1,7            | 20,7           |
| Наведите курсор мыши на аббревиатуры в заголовке таблицы, чтобы прочесть их расшифровку. |             |                  |                  |                  |                  |                  |                  |                  |                  |                  |                  |                  |                |                |                |                |                |                |                |                |                |                |                |